# Милашевич, Сергей Константинович
Милашевич Сергей Константинович (19 мая 1882 — не ранее 1921) — офицер Российского императорского флота, участник Первой мировой и Гражданской войн. Георгиевский кавалер, капитан 2 ранга.

## Биография
Милашевич Сергей Константинович родился 19 мая 1882 года. На службе с 1900 года. 6 мая 1903 года, после окончания Морского кадетского корпуса, произведён в мичманы с назначением на Черноморский флот и зачислением в 37-й флотский экипаж. 27 мая 1903 года был назначен вахтенным начальником, а с 1 октября того же года — исполняющим должность ревизора минного крейсера «Казарский». 23 мая 1904 года переведён на мореходную канонерскую лодку «Запорожец» на должность ревизора. Лодка использовалась в качестве учебного судна, находилась в заграничном плавании с учениками. 1 апреля 1905 года назначен вахтенным начальником учебного судна «Прут». 14 июня 1905 года вновь был назначен вахтенным начальником минного крейсера «Казарский».
Осенью 1905 года поступил слушателем в Артиллерийский офицерский класс Морского ведомства в Кронштадте. 25 сентября 1906 года, по окончании учебы, зачислен в артиллерийские офицеры 2-го разряда. 10 октября 1906 года назначен младшим артиллерийским офицером эскадренного броненосца «Ростислав». 6 декабря того же года произведён в лейтенанты, а 12 декабря получил назначение младшим артиллерийским офицером крейсера I ранга «Кагул» (25 марта 1907 года переименован в «Память Меркурия»). 5 октября 1907 года зачислен в артиллерийские офицеры 1-го разряда. 9 января следующего года назначен старшим артиллерийским офицером барбетного броненосца «Синоп», 20 апреля переведён на ту же должность на канонерскую лодку «Черноморец», которая использовалась в качестве учебного судна. 3 марта 1909 года получил назначение старшим артиллерийским офицером броненосца «Георгий Победоносец», с 1 апреля по 1 октября 1910 года исполнял должность старшего офицера. 3 января 1911 года назначен артиллерийским офицером канонерской лодки «Кубанец», но через три недели переведён на равнозначную должность канонерской лодки «Уралец», на которой участвовал в заграничных плаваниях. 3 декабря 1912 года назначен артиллерийским офицером 3-го дивизиона миноносцев Черноморской минной дивизии.
12 января 1914 года назначен исполняющим должность старшего офицера эскадренного миноносца «Капитан Сакен», 6 апреля произведен в старшие лейтенанты, 21 апреля утверждён в должности старшего офицера. 6 декабря 1914 года был награждён орденом Святой Анны 3-й степени. 8 и 26 декабря того же года участвовал в выполнении секретной боевой задачи, в бухте Сурмене уничтожил каботажные суда неприятеля, за что был награждён мечами и бантом к ордену Святой Анны 3-й степени.
9 марта 1915 года назначен комендантом тральщика № 25 «Евфрат» 1-го отряда транспортов Транспортной флотилии Чёрного моря, 15 мая — комендантом тральщика № 29 «Император Николай II», 26 мая — комендантом тральщика № 59 «Садко». 19 июня 1915 назначен командующим миноносца «Свирепый», 5 сентября того же года — командующим миноносца «Стремительный». «За доблесть и самоотверженность, проявленные им при выполнении боевой операции 8-го и 9-го июля 1916 года при поддержке правого фланга Приморского отряда Кавказской армии, что содействовало падению неприятельской укрепленной позиции у реки Фольчау» был награждён орденом Святого Георгия 4-й степени (приказ Командующего флотом Чёрного моря № 2268 от 03 декабря 1916 года, утверждён Высочайшим приказом по Морскому ведомству от 26 декабря 1916 года № 909).
30 июля 1916 года произведён в капитаны 2-го ранга за отличие по службе. 27 сентября 1916 года назначен старшим офицером крейсера «Память Меркурия». В 1917 году командовал эскадренным миноносцем «Капитан Сакен».
После Февральской революции придерживался демократического направления. С. Г. Сапронов вспоминал: «Когда матросы соседних эсминцев узнавали о "крамольных" речах на нашем корабле, многие, несмотря на запрещение, находили возможность побывать на "Капитане Сакене". Вход на эсминец был открыт для всех: так распорядился наш командир капитан 2-го ранга Милошевич. Он принадлежал к той группе офицеров, которые еще до революции были тесно связаны с матросами, понимали их нужды и нередко защищали их интересы. После Февральской революции Милошевича избрали в судовой комитет, и он открыто поддерживал все наши большевистские мероприятия».
В годы Гражданской войны участвовал в Белом движении на Юге России. Приказом Командующего флотом Чёрного моря № 1852 от 28 декабря 1919 года был зачислен в резерв чинов флота. 14 июня 1920 года значился чином 3-й роты Черноморского флотского экипажа. По состоянию на 25 марта 1921 года числился в составе Русской эскадры в Бизерте. Дальнейшая судьба неизвестна.
По состоянию на 1916 год был женат имел двух детей.

## Награды
Капитан 2 ранга Милашевич Сергей Константинович был награждён орденами и медалями Российской империи:
- орден Святого Станислава 3-й степени (06.12.1909);
- орден Святой Анны 3-й степени (06.12.1914);
- мечи и бант к ордену Святой Анны 3-й степени (29.01.1915, утв. 23.02.1915);
- орден Святого Станислава 2-й степени с мечами (22.02.1916, утв. 03.05.1916);
- орден Святой Анны 2-й степени с мечами (17.03.1916, утв. 27.06.1916);
- орден Святого Георгия 4-й степени (приказ КФЧМ № 2268 от 03.12.1916, утв. 26.12.1916);
- светло-бронзовая медаль «В память 300-летия царствования дома Романовых» (1913);
- светло-бронзовая медаль «В память 200-летия морского сражения при Гангуте» (1915).

Иностранные:
- орден Меджидие 4-й степени (10.01.1905, Турция).
- орден Османие 4-й степени (15.04.1912, Турция).
- орден Древа Животворящего креста (1912, Иерусалим)